# Campeonato da Europa de Atletismo de 2014 - Salto com vara masculino
A prova do salto com vara masculino do Campeonato da Europa de Atletismo de 2014 foi disputada entre os dias 14 e 16 de agosto de 2014 no Estádio Letzigrund em Zurique, na Suíça. 

## Recordes
Antes desta competição, os recordes mundiais e do campeonato nesta prova eram os seguintes:
|                       | Nome              | Nacionalidade | Altura  | Local      | Data                    |
| --------------------- | ----------------- | ------------- | ------- | ---------- | ----------------------- |
| Recorde mundial       | Renaud Lavillenie | França        | 6m 16cm | Donetsk    | 15 de fevereiro de 2014 |
| Recorde do campeonato | Rodion Gataullin  | Rússia        | 6m 00cm | Helsínquia | 11 de agosto de 1994    |
| Recorde europeu       | Renaud Lavillenie | França        | 6m 16cm | Donetsk    | 15 de fevereiro de 2014 |

## Medalhistas
| Ouro                    | Prata                     | Bronze                                   |
| Renaud Lavillenie (FRA) | Paweł Wojciechowski (POL) | Jan Kudlička (CZE) · Kévin Menaldo (FRA) |

## Cronograma
Todos os horários são locais (UTC+2).
| Data         | Hora  | Evento       |
| ------------ | ----- | ------------ |
| 14 de agosto | 10:15 | Qualificação |
| 16 de agosto | 15:00 | Final        |

## Resultados

### Qualificação
Qualificação: Desempenho de 5.65 m (Q) ou os 12 melhores qualificados (q).
| Posição | Grupo | Atleta                 | Nacionalidade | 5.30 | 5.40 | 5.50 | 5.60 | Resultados | Notas |
| ------- | ----- | ---------------------- | ------------- | ---- | ---- | ---- | ---- | ---------- | ----- |
| 1       | A     | Renaud Lavillenie      | França        | –    | –    | –    | xo   | 5.60       | q     |
| 2       | B     | Jan Kudlička           | Chéquia       | –    | o    | –    | xxo  | 5.60       | q     |
| 3       | B     | Steven Lewis           | Grã-Bretanha  | –    | o    | o    | –    | 5.50       | q     |
| 3       | B     | Kévin Menaldo          | França        | o    | –    | o    | –    | 5.50       | q     |
| 3       | B     | Ilya Mudrov            | Rússia        | –    | –    | o    | –    | 5.50       | q     |
| 3       | B     | Robert Sobera          | Polónia       | o    | –    | o    | –    | 5.50       | q     |
| 7       | A     | Karsten Dilla          | Alemanha      | o    | xo   | o    | –    | 5.50       | q     |
| 7       | A     | Aleksandr Gripich      | Rússia        | o    | xo   | o    | –    | 5.50       | q     |
| 9       | A     | Konstadinos Filippidis | Grécia        | xo   | xo   | o    | –    | 5.50       | q     |
| 10      | B     | Sergey Kucheryanu      | Rússia        | xo   | –    | xo   | –    | 5.50       | q     |
| 11      | A     | Diogo Ferreira         | Portugal      | xxo  | o    | xo   | –    | 5.50       | q     |
| 12      | B     | Piotr Lisek            | Polónia       | o    | –    | xxo  | –    | 5.50       | q     |
| 12      | A     | Paweł Wojciechowski    | Polónia       | o    | –    | xxo  | –    | 5.50       | q     |
| 14      | B     | Edi Maia               | Portugal      | xo   | xo   | xxo  | –    | 5.50       | q     |
| 15      | B     | Marquis Richards       | Suíça         | xo   | o    | xxx  |      | 5.40       |       |
| 16      | B     | Arnaud Art             | Bélgica       | o    | –    | xxx  |      | 5.30       |       |
| 16      | B     | Igor Bychkov           | Espanha       | o    | –    | xxx  |      | 5.30       |       |
| 16      | B     | Dimitrios Patsoukakis  | Grécia        | o    | xxx  |      |      | 5.30       |       |
| 19      | A     | Melker Svärd-Jacobsson | Suécia        | xo   | xxx  |      |      | 5.30       |       |
| 20      | A     | Michal Balner          | Chéquia       | xxo  | –    | xxx  |      | 5.30       |       |
| 20      | A     | Luke Cutts             | Grã-Bretanha  | xxo  | xxx  |      |      | 5.30       |       |
| 22      | B     | Mareks Ārents          | Letônia       | –    | x–   | r    |      | NM         |       |
| 22      | A     | Giuseppe Gibilisco     | Itália        | –    | xxx  |      |      | NM         |       |
| 22      | A     | Pauls Pujāts           | Letônia       | xxx  |      |      |      | NM         |       |
| 22      | A     | Dídac Salas            | Espanha       | xxx  |      |      |      | NM         |       |
| 22      | A     | Tobias Scherbarth      | Alemanha      | –    | xxx  |      |      | NM         |       |
| 22      | A     | Nikandros Stylianou    | Chipre        | xxx  |      |      |      | NM         |       |
| 23      | B     | Alhaji Jeng            | Suécia        |      |      |      |      | DNS        |       |
| 23      | B     | Malte Mohr             | Alemanha      |      |      |      |      | DNS        |       |

### Final
| Posição           | Atleta                 | Nacionalidade | 5.40 | 5.50 | 5.60 | 5.65 | 5.70 | 5.75 | 5.80 | 5.85 | 5.90 | 5.95 | 6.01 | Resultados | Notas |
| ----------------- | ---------------------- | ------------- | ---- | ---- | ---- | ---- | ---- | ---- | ---- | ---- | ---- | ---- | ---- | ---------- | ----- |
| Medalha de ouro   | Renaud Lavillenie      | França        | –    | –    | –    | o    | –    | –    | o    | –    | xo   | –    | xxx  | 5.90       |       |
| Medalha de prata  | Paweł Wojciechowski    | Polónia       | –    | o    | –    | o    | o    | xxx  |      |      |      |      |      | 5.70       |       |
| Medalha de bronze | Jan Kudlička           | Chéquia       | –    | o    | xo   | –    | o    | xxx  |      |      |      |      |      | 5.70       |       |
| Medalha de bronze | Kévin Menaldo          | França        | o    | –    | xo   | o    | o    | xxx  |      |      |      |      |      | 5.70       |       |
| 5                 | Aleksandr Gripich      | Rússia        | xo   | o    | xxo  | o    | xxx  |      |      |      |      |      |      | 5.65       |       |
| 6                 | Piotr Lisek            | Polónia       | o    | o    | xo   | xo   | x–   | xx   |      |      |      |      |      | 5.65       |       |
| 7                 | Konstadinos Filippidis | Grécia        | o    | o    | o    | xxx  |      |      |      |      |      |      |      | 5.60       |       |
| 8                 | Edi Maia               | Portugal      | xo   | o    | xxo  | xxx  |      |      |      |      |      |      |      | 5.60       | =     |
| 9                 | Karsten Dilla          | Alemanha      | o    | –    | xxx  |      |      |      |      |      |      |      |      | 5.40       |       |
| 9                 | Sergey Kucheryanu      | Rússia        | o    | –    | xx–  | x    |      |      |      |      |      |      |      | 5.40       |       |
| 11                | Steven Lewis           | Grã-Bretanha  | xxo  | –    | x–   | –    | x    |      |      |      |      |      |      | 5.40       |       |
| 12 !              | Diogo Ferreira         | Portugal      | xxx  |      |      |      |      |      |      |      |      |      |      | NM         |       |
| 12 !              | Ilya Mudrov            | Rússia        | –    | xxx  |      |      |      |      |      |      |      |      |      | NM         |       |
| 12 !              | Robert Sobera          | Polónia       | xxx  |      |      |      |      |      |      |      |      |      |      | NM         |       |

Legenda
| Recorde mundial       | Recorde mundial (World record)               |                       | Recorde africano                      | Recorde africano (African) |                                           | Q | Classificado por posição (Qualified) |
| Recorde do campeonato | Recorde do campeonato (Championship record)  | Recorde da América    | Recorde da América (Americas)         | q                          | Classificado por melhor tempo (Qualified) |   |                                      |
| Melhor marca do ano   | Melhor marca do ano (World leading)          | Recorde asiático      | Recorde asiático (Asian)              | DNS                        | Não largou (Did not start)                |   |                                      |
| Recorde nacional      | Recorde nacional (National record)           | Recorde europeu       | Recorde europeu (European)            | DNF                        | Não terminou (Did not finish)             |   |                                      |
| Recorde pessoal       | Recorde pessoal do atleta (Personal best)    | Recorde da Oceania    | Recorde da Oceania (Oceania)          | DSQ / DQ                   | Desclassificado (Disqualified)            |   |                                      |
| Recorde da temporada  | Recorde da temporada do atleta (Season best) | Recorde sul-americano | Recorde sul-americano (South America) | NM                         | Sem marca (No mark)                       |   |                                      |